# Pinacothèque métropolitaine de Bari

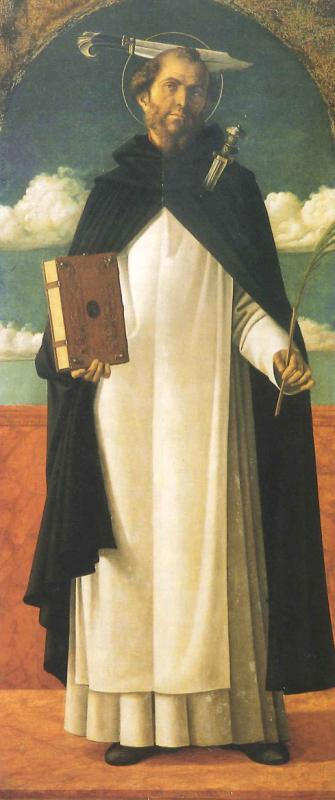
Giovanni Bellini, Saint Pierre martyr, 1490-1500, tempéra sur panneau.

La Pinacoteca metropolitana di Bari (Pinacothèque provinciale de Bari) est le principal musée de la ville de Bari, dans les Pouilles en Italie. Il renferme une des plus importantes collections de peintures du sud de l'Italie.

## Historique
Le musée a été fondé le 12 août 1928. Il se trouve depuis 1936 dans le Palais de la province, sur le bord de mer.

## Collections
Le musée présente une collection de sculptures médiévales, des arts décoratifs, des peintures vénitiennes et du sud de l'Italie, du Moyen Âge et de la Renaissance (Antonio Vivarini, Bartolomeo Vivarini, Giovanni Bellini, Paris Bordone, Veronese, Le Tintoret, Palma le Jeune), des peintures des XVIIe et XVIIIe siècles, notamment de l'école napolitaine (Massimo Stanzione, Ottavio Vannini, Paolo Domenico Finoglio, Pacecco de Rosa, Matthias Stom, Micco Spadaro, Le Guerchin, Luca Giordano, Andrea Vaccaro, Nicola Malinconico, Giuseppe Bonito, de nombreuses œuvres de Corrado Giaquinto, Francesco de Mura, Oronzo Tiso, Paolo de Matteis) et de nombreuses peintures italiennes du XIXe et du XXe siècle (Giuseppe Amisani, Giovanni Boldini, Giuseppe De Nittis, Giovanni Fattori, Giorgio de Chirico, Giorgio Morandi, Carlo Marangio, Paolo Intini et autres).

## Liens
- Site officiel du musée